# Combat de Valverde
Guerre d'indépendance espagnole
Batailles
- Uclès
- Yevenes
- Ciudad Real (es)
- Miajadas
- Medellín
- Alcantara
- Talavera
- Arzobispo
- Almonacid
- Baños
- Tamames
- Hostalrich
- Ocaña
- Alba de Tormes
- Cadix
- Valverde

Le combat de Valverde se déroule le 19 février 1810 à proximité de Valverde de Leganés, dans la province d'Estrémadure, et oppose une brigade de cavalerie française aux ordres du général Charles Victor Woirgard à une armée espagnole dirigée par le général Francisco Ballesteros. L'affrontement se solde par une victoire espagnole.

## Prélude
En février 1810, l'armée française occupe presque entièrement l'Andalousie et n'a plus face à elle que la seule armée espagnole d'Estrémadure commandée par le marquis de la Romana. Ce dernier, basé à Badajoz, détache la division du général Ballesteros afin de menacer les positions françaises. Simultanément, la 5e division française de dragons sous les ordres du général Lorge s'avance vers Badajoz, avec en tête la 1re brigade composée des 13e et 22e dragons. Celle-ci est dirigée par le général de brigade Charles Victor Woirgard, officier médiocre à un tel point que Robert Burnham estime qu'« il est difficile de déterminer les raisons qui ont poussé Napoléon Ier à [lui] donner le commandement d'une brigade de cavalerie ». Woirgard arrive à Valverde de Leganés le 18 février et, sans aucune précaution, installe son monde pour la nuit.

## Déroulement de la bataille
Vers 2 h du matin, les troupes de Ballesteros prennent par surprise les cavaliers français et parviennent à occuper Valverde sans coup férir. Pris au dépourvu, le général Woirgard tente de contre-attaquer à la tête d'un petit groupe mais il est tué dans sa tentative, et sa brigade est dispersée. Un officier du 22e dragons est également tué, tandis que deux officiers du 13e sont blessés. Au total, environ 150 Français sont mis hors de combat.

## Suites
Après cette victoire, Ballesteros pousse jusqu'à Ronquillo, non loin de Séville, où il se heurte à une brigade d'infanterie française les 25 et 26 mars 1810 et se voit alors contraint de se replier jusqu'à Zalamea. La 1re brigade se replie quant à elle sur le village de Santa Marta de los Barros sans pertes excessives. Affectée au 5e corps après la dissolution de la 5e division de dragons en avril, elle a pour nouveau commandant le colonel Marie Antoine de Reiset ; le général Briche, remplaçant Woirgard, prend de son côté la direction de la cavalerie légère du même corps.